# Dolce acqua/Favola o storia del lago di Kriss
Dolce acqua/Favola o storia del lago di Kriss è il terzo singolo dei Delirium, pubblicato nel 1972.
Esso, al contrario dei precedenti, contiene canzoni già inserite nell'album Dolce acqua, quindi non c'è il lancio di inediti come Jesahel e Haum!.

## Tracce

### Lato A
1. Dolce acqua - 4:49 (Ivano Fossati, Mario Magenta)

### Lato B
1. Favola o storia del lago di Kriss - 4:22 (Ivano Fossati, Mario Magenta)

## Formazione
- Ivano Fossati - voce, flauto
- Mimmo Di Martino - chitarra acustica
- Ettore Vigo - tastiere
- Marcello Reale - basso
- Peppino Di Santo - batteria